# The Ruby
«The Ruby» (с англ. — «Рубин»)  — шестой мини-альбом южнокорейской гёрл-группы APRIL, выпущенный 16 октября 2018 года DSP Media, и распространён LOEN Entertainment. Альбом состоит из пяти треков, включая заглавный «ретро» трек «Oh! My Mistake».

## Предпосылки и релиз
DSP Media объявил о возвращении группы 16 октября 2018 года 4 октября. Osen отметил, что промо-постер отличался от предыдущих групы, поскольку ему не хватало каких-либо основных цветов, и отметил, что группа развиласт и созревала с каждым выпуском, «добавляя различные изменения к каждому альбому». Несколько других фото также отметили изменение стиля.
«Oh! My Mistake» была выпущена вместе с альбомом 16 октября, Billboard называл его «оживляющим танцевальным треком, который добавляет новую сторону к артистизму группы» а также «необычным» и описывая его как «трек в стиле 80-х годов». Журнал также сказал, что видео «возвращает аудиторию к прошлым годам».
Альбом дебютировал и достиг 10-го места в чарте альбомов Gaon.

## Композиции
Альбом начинается с «Oh-e-Oh», веселой тропической песней, а затем сингл «Oh! My Mistake», «странный» ретро-танцевальный трек. «Story», третья песня, была названа «причудливой, ретро-синти поп-мелодией", а последняя оригинальная песня альбома «Love Clock» - это поп-рок трек о прохождении времени.

## Трек-лист
| №                   | Название                        | Длительность |
| ------------------- | ------------------------------- | ------------ |
| 1.                  | «Oh-e-Oh»                       | 3:12         |
| 2.                  | «Oh! My Mistake»                | 3:25         |
| 3.                  | «Story»                         | 3:06         |
| 4.                  | «Love Clock»                    | 3:18         |
| 5.                  | «Oh! My Mistake» (instrumental) | 3:25         |
| Общая длительность: | Общая длительность:             | 16:26        |

## Чарты
| Чарты (2018)               | Высшая позиция |
| -------------------------- | -------------- |
| South Korean Albums (Gaon) | 10             |